# Michał Chmielewski
Michał Chmielewski, né le 8 juin 2004 à Varsovie, est un sportif polonais qui pratique la natation.

## Biographie
Michał Chmielewski naît le 8 juin 2004.
Il est spécialisé dans le papillon. Son frère jumeau Krzysztof pratique le même sport.
Il remporte une médaille de bronze aux Championnats d'Europe de natation 2024 au 200 m papillon,.